# Йосипович, Антон
Антон Йосипович (хорв. Anton Josipović; род. 22 октября 1961, Баня-Лука) — югославский боксёр полутяжёлой весовой категории, выступал за сборную Югославии в первой половине 1980-х годов. Чемпион летних Олимпийских игр в Лос-Анджелесе, призёр многих международных турниров и национальных первенств. В период 1990—1995 боксировал на профессиональном уровне, но без особых достижений.

## Биография
Антон Йосипович родился 22 октября 1961 года в боснийском городе Баня-Лука. Активно заниматься боксом начал уже в раннем детстве, проходил подготовку в местном боксёрском клубе «Славия». Первого серьёзного успеха на ринге добился в 1982 году, когда одержал победу на чемпионате Югославии и прошёл отбор на чемпионат мира в Мюнхен (на первенстве мира не смог выступить из-за травмы). Год спустя стал чемпионом первенства Балканских стран и благодаря череде удачных выступлений удостоился права защищать честь страны на летних Олимпийских играх 1984 года в Лос-Анджелесе. На Олимпиаде в полуфинале со счётом 5:0 победил алжирца Мустафу Мусу, после чего его наградили золотой медалью без финального боя — потенциальный соперник на финал Эвандер Холифилд был дисквалифицирован за нокаутирующие удары, нанесённые после команды «брейк», тогда как другой финалист Кевин Бэрри не смог принять участие в решающем поединке, так как побывал в нокауте.
В 1990 году Йосипович начал карьеру профессионального боксёра, провёл несколько удачных матчей, но не с самыми сильными соперниками. В декабре 1994 года боролся за титул чемпиона Хорватии в первом тяжёлом весе, но проиграл по очкам. Через несколько месяцев вновь пытался завоевать это звание, но, потерпев неудачу, принял решение завершить карьеру спортсмена. Всего в профессиональном боксе провёл 10 боёв, из них 8 окончил победой (в том числе 4 досрочно), два раза проиграл.
После ухода из бокса Антон Йосипович работал спортивным журналистом. Состоит в родстве с танцором Александаром Йосиповичем и президентом Хорватии Иво Йосиповичем.